# Herz-Jesu-Kloster (Düsseldorf)
Das Herz-Jesu-Kloster in Düsseldorf ist ein ehemaliges Klarissenkloster im Düsseldorfer Stadtteil Pempelfort. Es bestand von 1871 bis 2000 und ist dem Heiligsten Herzen Jesu geweiht. 2004 wurde das Kloster von Zisterzienserinnen der dänischen Abtei Sostrup besiedelt, die 2013 nach Skandalen aufgelöst wurde. Die nach der Auflösung in Düsseldorf verbliebenen Schwestern haben sich vom Zisterzienserorden getrennt und gehören zu den sogenannten Claraval-Schwestern, einer im Entstehen begriffenen Ordensgemeinschaft unklarer Ausrichtung.

## Kloster
Das Herz-Jesu-Kloster wurde zwischen 1861 und 1865 von dem Franziskaner Paschalis Gratze als Klarissenkloster errichtet. 1871 wurde der Bau von Klarissen des reformierten Zweigs der Coletinnen bezogen, die sich 1859 in Düsseldorf niedergelassen hatten. Die Wiederherstellung des seit der Säkularisation weitestgehend untergegangenen Klarissenordens in Deutschland ging maßgeblich von den beiden Neugründungen der Coletinnen in Düsseldorf und Münster (1857) aus. Während des Kulturkampfes in Preußen, als zwischen 1875 und 1887 alle römisch-katholischen Orden mit Ausnahme der reinen Krankenpflegeorden das Land verlassen mussten, wichen die Düsseldorfer Klarissen in ein Quartier in Harreveld bei Winterswijk in den Niederlanden aus, dessen Leitung die Franziskaner der dortigen Ausweichniederlassung der Sächsischen Franziskanerprovinz übernahmen. Neben mehreren Klarissenklöstern in Nordamerika wurden von Düsseldorf aus die Klöster in Bocholt (1898), Köln-Kalk (1918) und in Bad Neuenahr (1920) gegründet. Die drei letzten Schwestern zogen Anfang 2000 altersbedingt in das Klarissenkloster in Köln-Kalk um und beendeten damit die 140-jährige Präsenz ihres Ordens in der Stadt. Im Februar 2013 wurde auch das Kölner Kloster wegen Nachwuchsmangels aufgegeben und die verbliebenen Schwestern zogen ins Klarissenkloster nach Kevelaer.
Die Übernahme des aufgegebenen Klosters in Düsseldorf durch die Zisterzienserinnen aus Dänemark, von denen viele aus Deutschland und allein vier aus dem Erzbistum Köln stammten, wurde im April 2000 vom Kölner Erzbischof Joachim Kardinal Meisner eingefädelt, der den Schwestern die leerstehende Anlage bei einem Besuch in Sostrup anbot. Am 29. Oktober 2002 legte er den Grundstein für den Umbau des Klostergebäudes und den Neubau eines Gästehauses; Ende 2004 kamen die ersten vier Nonnen nach Pempelfort. Die Sostruper Zisterzienserinnen richteten in dem Düsseldorfer Kloster, das ordensrechtlich den Status einer Residenz besaß, ein Postulat sowie ein Noviziat ein. Die Niederlassung gehörte zur Böhmischen Zisterzienserkongregation vom „Reinsten Herzen Mariens“, lat. Congregatio Purissimi Cordis B.M.V., die 2014 durch Dekret des Heiligen Stuhls ebenfalls aufgelöst wurde.
Zurzeit leben 17 Schwestern verschiedener Nationalitäten im Konvent des Düsseldorfer Herz-Jesu-Klosters. Sie folgen der Benediktusregel und gehören einer päpstlich nicht anerkannten Gemeinschaft an, deren Kern aus den Resten der Anhängerinnen der 2011 abgesetzten Äbtissin von Sostrup besteht, die aus einer bekannten deutsch-niederländischen Unternehmerfamilie stammt und nach ihrer Flucht aus dem Orden ein eigenes Mutterhaus in Spanien gegründet hat. Ihre Gemeinschaft besteht aus insgesamt 68 Schwestern, die in Gandía in der Provinz Valencia (18 Schwestern), in Pachacútec im Bistum Callao in Peru (33 Schwestern) und in Düsseldorf ein kontemplatives Leben führen und Ikonen, Kerzen und Ambotücher herstellen. Das Düsseldorfer Kloster ist im Erzbistum Köln nicht als Ordensniederlassung anerkannt (Stand: 2023); allerdings gehört die Immobilie dem Erzbistum, das die Frauen dort offenbar mietfrei wohnen lässt. Der Gemeinschaft wird ein enges Verhältnis zur Neokatechumenalen Bewegung (NK-Bewegung) bescheinigt, die aus Spanien kommt und in Köln und Callao in den diözesanen Strukturen breit verankert ist; sie wurde von NK-nahen kirchlichen Würdenträgern wie Paul Josef Cordes oder José Luis del Palacio unterstützt, einem langjährigen NK-Funktionär und früheren Ortsbischof von Callao (2011–2020), der sie auch im Bereich der Familienpastoral einsetzte.

## Klosterkirche

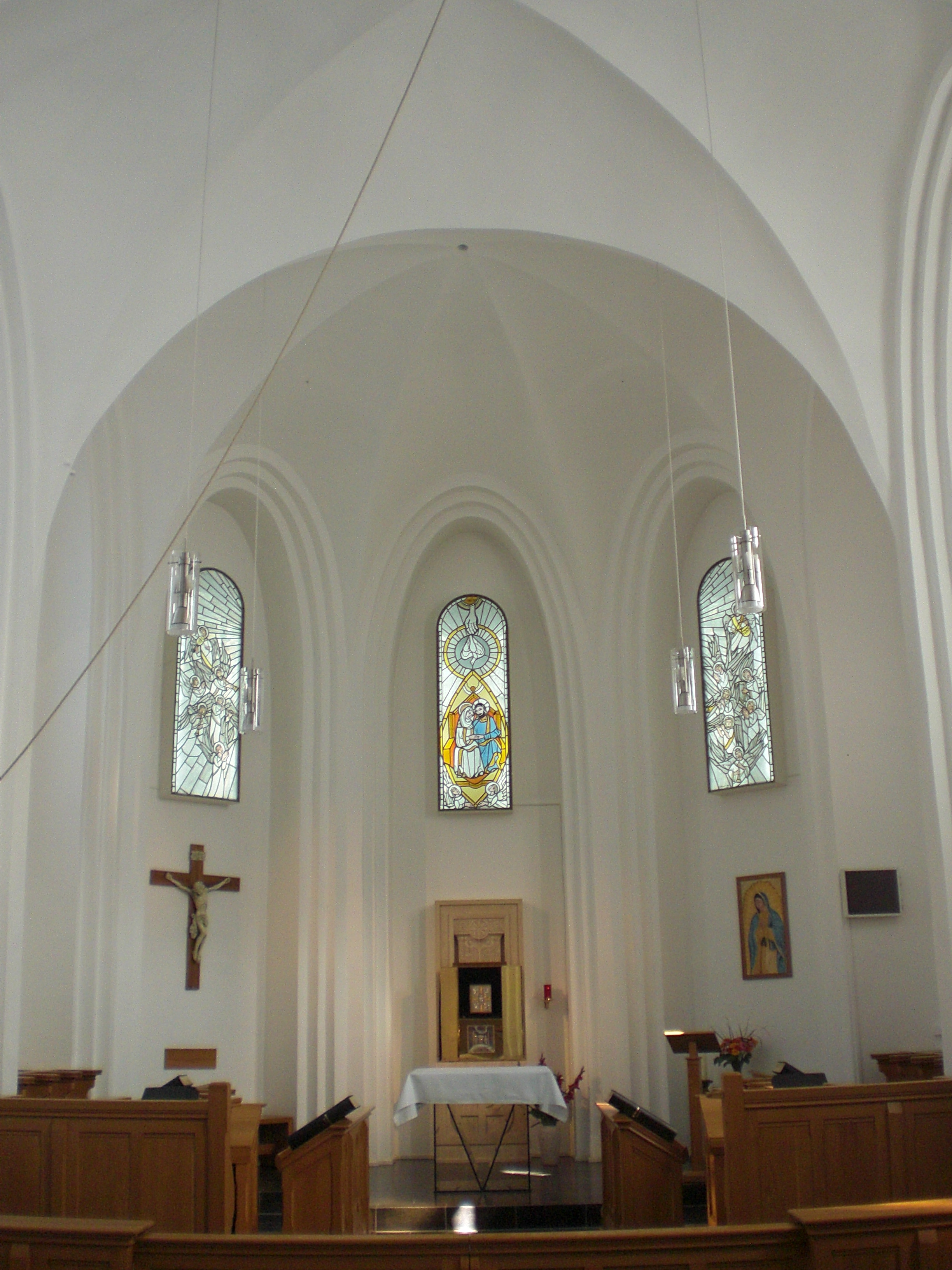
Altar mit Chorgestühl

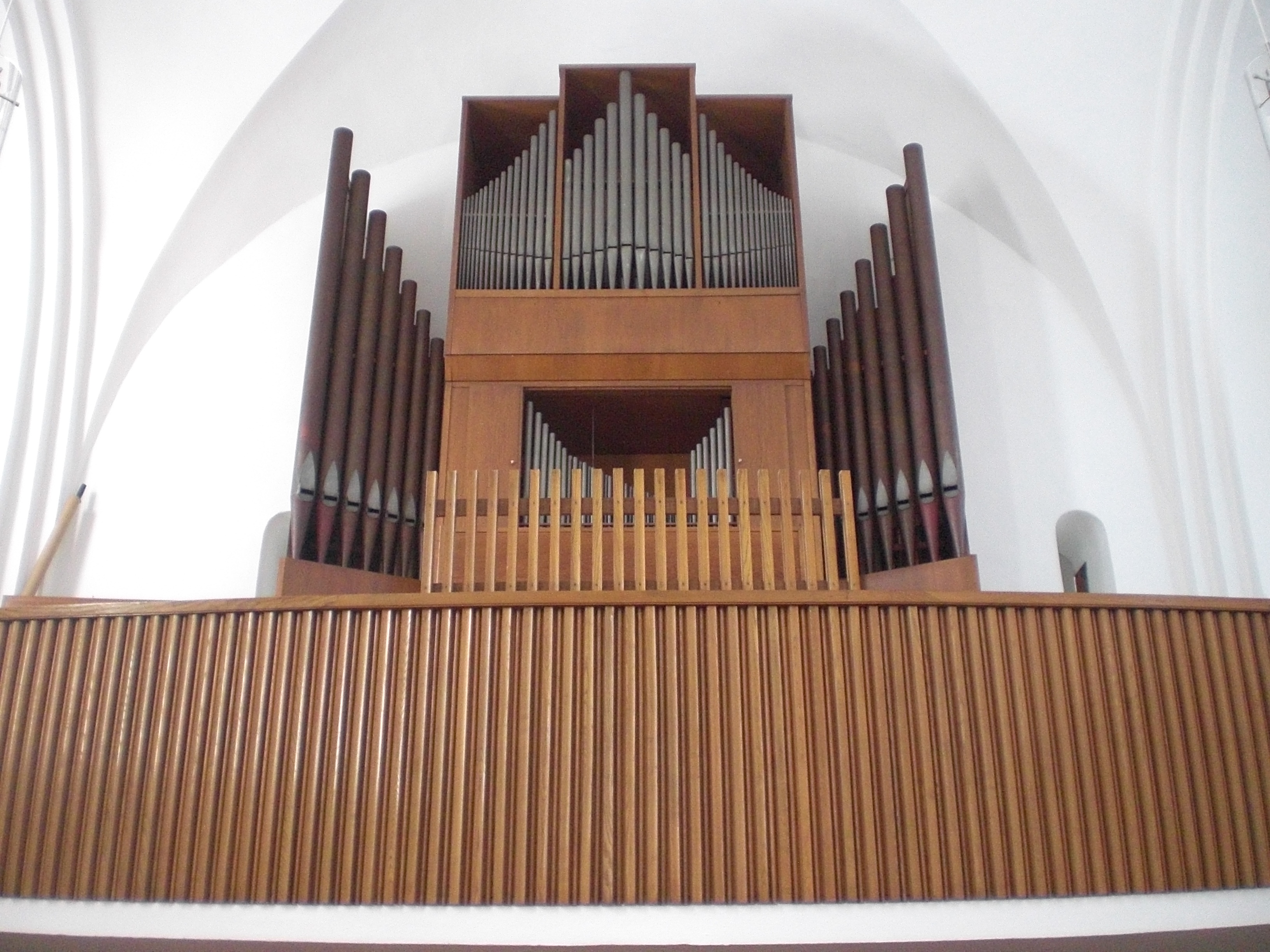
Blick zur Orgelempore

Die Klosterkirche wurde 1865/66 neben dem Klarissenkloster im neuromanischen Stil errichtet. Es handelt sich um einen einschiffigen dreijochigen Bau mit Chorabschluss und Kreuzgratgewölbe auf parabelförmigen Schildbögen. Die Kirche ist eine typische franziskanische Anlage in der Tradition der Bettelordenskirchen, ohne Turm, nur mit Dachreiter mit einer Glocke. Die Glocke wird von Hand mit einem Glockenstrick aus der Mitte des Kirchenschiffes geläutet. Die Kapelle steht parallel zur Düsseldorfer Kaiserstraße. Sie wurde 1956 restauriert, 2000 nach dem Auszug der Klarissen erneut saniert und wird bis heute von den im Kloster ansässigen Schwestern genutzt.